# Aragón TV
Aragón Televisión és la marca comercial de la societat anònima pública Televisión Autonómica de Aragón, televisió pública d'Aragó que forma part de la Corporació Aragonesa de Ràdio i Televisió (CARTV). El logotip d'Aragón Televisión consisteix en una "A" inclinada, de color vermell i groc, sobre un fons de color negre. Aquest logotip és similar al de Aragón Radio i al de CARTV, variant només en el color del fons.
Aragón Televisión va començar a emetre en proves a principis de desembre de 2005 i el 22 de desembre del mateix any va substituir l'ajustament de barres per un cicle d'imatges sobre Aragó. El 25 de febrer de 2006 va realitzar la seva primera emissió amb el partit de futbol Real Zaragoza-FC Barcelona, tornant a la fase de proves després d'acabar la trobada. Les emissions oficials d'Aragón Televisión, van començar el dia 21 d'abril de 2006, en vigílies del dia d'Aragó (23 d'abril), essent un dels primers programes una gal·la especial de presentació.

## Programes
- Charrín Charrán és un programa de televisió que s'emet en aquest canal, el primer que es fa en llengua aragonesa.[1] Va començar el diumenge 5 de maig de 2019. El programa dura 25 minuts i té una audiència mitjana del 8% i 10.000 espectadors. Silvia Cebolla és la presentadora del programa. També hi participen Jorge Pueyo i Juan Pablo Martínez.